# Cyrtopodion amictophole
Cyrtopodion amictophole és una espècie de sauròpsid (rèptil) escatós de la família dels gecònids endèmic de Síria i Líban.

## Reproducció
La niuada és, generalment, d'un sol ou i, poques vegades, de dos.

## Distribució geogràfica
Es troba al Mont Hermon (sud-oest de Síria) i el Mont Líban (el Líban central).

## Hàbitat
Viu en zones rocalloses (llevat de penya-segats) de muntanya entre còdols i pedres petites. Al Mont Hermon ho fa a partir dels 1.300 m d'altitud i al Mont Líban dels 2.000.

## Estat de conservació
La seua supervivència al Mont Hermon es troba amenaçada per l'ús que en fa l'exèrcit (gran part d'aquesta zona és de difícil accés o està coberta de camps de mines) i el desenvolupament de la indústria de l'esquí. Només ocupa una àrea de 5.000 km², tots els individus es troben en menys de cinc indrets i el seu hàbitat experimenta un descens continuat en extensió i qualitat.